# چاف و چمخاله
چاف و چمخاله یکی از شهرهای استان گیلان است که در بخش مرکزی شهرستان لنگرود واقع شده‌است.
مردم این شهر سال‌هاست خواهان ارتقای چاف و چمخاله به بخش و انتزاع از بخش مرکزی لنگرود هستند.

## جمعیت
این شهر در سرشماری سال ۱۳۹۵ ایران ۸٬۸۴۰ نفر جمعیت و ۳۱۳۷ خانوار داشته‌است.

## موقعيت و تاريخچه
شهر چاف از توابع بخش مرکزي شهرستان لنگرود، با مختصات جغرافيايي 50 درجه و 14 دقيقه طول شرقي و 37 درجه و 17 دقيقه عرض شمالي، در 13 کيلومتري شمال شرقي شهر لنگرود و 65 کيلومتري شهر رشت قرار گرفته است.
شهر جلگه‏اي چاف، در ارتفاع منفي 25- متري از سطح دريا قرار دارد و از شمال به روستاي تازه‏آباد چاف، از شرق به درياي خزر، از جنوب و غرب به روستاي چاف بالا محدود مي‏شود. آب و هواي آن معتدل و مرطوب با ميانگين بارندگي 1300 ميلي‏متر در سال است. آب و هواي معتدل، اراضي حاصلخيز و امکان صيد ماهي تأثير فراواني در شکل‏گيري اين روستا داشته است.

## مردم شناسی
مردم چاف و چمخاله کُرد و گیلک هستند و به زبان های کردی جنوبی و گیلکی سخن می‌گویند.
زبان سکنه چمخاله کُردی و زبان سکنه چاف گیلکی است.
براساس سرشماری سال ۱۳۹۵، شهر چاف و چمخاله ۸۸۴۰ نفر جمعیت دارد.

## اقتصاد
اقتصاد شهر چاف بر پايه فعاليت‏هاي زراعي، دامداري، صيادي و فعاليت در امور خدماتي و توليد صنايع دستي استوار است. محصولات عمده زراعي آن شامل برنج، سيب‏زميني، خيار، هندوانه و انواع مرکبات مانند پرتقال، نارنگي، کيوي مي‏باشد. صيادي در درياي خزر، دامپروري و پرورش طيور خانگي به صورت سنتي متداول است. بافت مسکوني روستاي جلگه‏اي چاف به صورت خطي و پراکنده گسترش يافته است. در ساخت خانه‏هاي قديمي از مصالح چوب، گل و کاهگل استفاده شده است. خانه‏هاي قديمي شامل تعدادي اتاق است که درِ آن‏ها به يک ايوان سرتاسري و بزرگ گشوده مي‏شود.
خانه‏هاي جديد که به سبک معماري نوين ساخته مي‏شوند، فضاي محصوري دارند. مصالح به کار رفته در ساخت خانه‏هاي جديد مشتمل بر تيرآهن، سيمان، آجر، گچ و ورق گالوانيزه است.
خاصيت گردشگري شهر به توسعه و ساخت خانه‏هاي ويلايي و سوئيت‏هاي مدرن افزوده است.

## جاذبه های گردشگری
نحوة استقرار شهر، چشم‏انداز کشتزارهاي سرسبز، باغات انبوه ميوه و منظره صيد ماهي از جلوه‏هاي بسيار زيباي طبيعي شهر چاف به شمار مي‏روند که با تنوعي از انواع رنگهاي زيبا، گردشگران را به سوي خود جذب مي‏کند.
ساحل شني همراه با مجتمع اقامتي و تفريحي به وسعت 130 هکتار، يکي از زيباترين سواحل گردشگري درياي خزر است که در فصول گرم پذيراي مسافران و طبيعت دوستان بي‏شماري است و محل مناسبي براي شنا و ورزش‏هاي آبي به شمار مي‏آيد.
تالاب امير کلايه، در نزديکي شهر چاف با پوشش گياهي خاص، زيستگاه پرندگان و آبزيان است. تالاب امير کلايه از طريق رودخانه‏ها، چشمه‏ها و پساب‏هاي زمين‏هاي مزروعي تغذيه مي‏شود و دو آبراهه خروجي دارد که يکي به دريا و ديگري به سفيدرود مي‏ريزد. در حال حاضر بخش اعظمي از تالاب به نيزار تبديل شده است.

## رسوم
مردم شهر چاف اعياد مذهبی قربان، فطر و غدير را به جشن و سرور و ايام محرم و وفات ائمه را به عزاداری می پردازند. در آستانه سال نو به پيشواز عيد نوروز می روند و روزهای سيزده‏بدر، چهارشنبه سوری و شب يلدا را گرامی می دارند.
کشتی گيله مردی و قئيش بازی از جمله ورزش‏ها و بازی های محلی روستای چاف است.
جامعه کُردهای یارسان (اهل حق) شهر چمخاله، آداب و رسوم کُردی و دینی خود را همچنان حفظ کرده‌اند.

## صنایع دستی
پوشاک غالب مردان و زنان روستا همانند مردم شهري مي‏باشد و از لباس محلي خاصي استفاده نمي‏کنند. ولي زنان روستا، در مراسم عروسي از لباس‏هاي محلي که از پارچه‏هاي رنگي و طرح‏دار و زيبا تهيه مي‏شوند، استفاده مي‏کنند. اين لباس‏ها به وسيله پولک‏ها و نوارهاي رنگي تزيين مي‏شوند.
صنايع دستي شهر چاف شامل گليم‏بافي و حصيربافي است.
با توجه به فرهنگ غذايي کهن و رونق دامداري، انواع غذاهاي گوشتي مانند کباب و انواع خورشت‏ها در روستا تهيه مي‏شود. استفاده از برنج در روستاي چاف رايج است و انواع مواد لبني همچون شير، پنير، ماست و کره به وفور در روستا يافت مي‏شود. طبخ انواع ماهي و آش نيز متداول است و از غذاهاي خاص محلي آن مي‏توان به باقلاخورشت، آغوز قاتق (فسنجان) و ترش تره اشاره کرد.

## دسترسی
اين شهر از طريق شهر لنگرود و با جاده‏اي مناسب و آسفالت قابل دسترسي است.

## تأسیس شهرداری
در تاریخ ۱۳۸۸/۰۷/۱۲ با تصویب وزیران عضو کمیسیون سیاسی و دفاعی و بنا به پیشنهاد وزارت کشور، روستای چاف پایین از توابع بخش مرکزی شهرستان لنگرود پس از ادغام با روستاهای پایین پاپگیاده، تپه، پلت گله، پیرپشته، تازه آباد چاف، چاف، چمخاله، حسین‌آباد چاف، رادارکومه، سلطان مرادی، کمال الدین پشته، گالش کلام و میان محله پاپکیاده از توابع همین دهستان در شهرستان لنگرود استان گیلان به عنوان شهر چاف و چمخاله شناخته شد.
ساختمان شهرداری این شهر در دهم بهمن ماه ۱۳۸۸، باحضور اولین شهردار این شهر محمد دانش شکیب افتتاح شد. نخستین بودجه این شهرداری تازه تأسیس به میزان ۱۰ میلیارد ریال به تصویب رسید.

## موقعیت جغرافی
این شهر ساحلی در یکی از مناطق بسیار زیبا، منحصر به فرد کشور،استان گیلان، و در بخش مرکزی شهرستان لنگرود قرار گرفته شده‌است. این منطقه به دلیل برخورداری از ساحلی بسیار زیبا و خاطره انگیز همواره به یکی از مناطق تفریحی و توریستی در استان گیلان تبدیل شده‌است.
چاف و چمخاله را پس از انزلی به عنوان دومین قطب توریستی و گردشگرپذیر استان گیلان می‌نامند که هرساله این منطقه شاهد حضور گردشگران داخلی و خارجی است. این موضوع سبب رونق بازارهای اطراف این منطقه نیز شده‌است چراکه اکثر گردشگرها برای لذت بردن از این شهر ساحلی همواره از رستوران‌ها، هتل‌ها و سایر مراکز دیگر این شهر استفاده می‌کنند که در رونق و پیشرفت این منطقه مؤثر است.
چاف وچمخاله با دارا بودن محیطی بسیار فعال و پویا همواره محل بسیار مناسبی برای ایجاد شغل و کسب و کار است، از این رو مردان و زنان در این منطقه به شغل کشاورزی و صیادی مشغول هستند و یکی از مهم‌ترین محصولات کشاورزیی این منطقه می‌توان به هندوانه اشاره داشت.

## ویژگی‌ها
از مهم‌ترین ویژگی‌های شهر توریستی چاف و چمخاله، استقرار بخش اعظم اراضی آن در کناره ساحل دریاست که بدان جلوه‌ای خاص و بدیع داده‌است. این شهر از دیر باز مورد استفاده و توجه گردشگران قرار داشته و بعد از شهرستان انزلی دومین قطب توریستی و ساحل فعال در خطه گیلان به‌شمار می‌رفته‌است. شغل اصلی مردم این شهر کشاورزی و صیادی می‌باشد و محصول کشاورزی این منطقه برنج و هندوانه‌است.
از دیگر مراکز سیاحتی این منطقه می‌توان تالاب زیبا با پرندگان گوناگون و سواحل آرام و بکر آن را نام برد.

## ساحل چمخاله | ساحلی اروپایی در استان گیلان
این ساحل یکی از سواحل قدیمی و زیبای منطقه می‌باشد که قبل از انقلاب ۱۳۵۷ دارای پلاژها و ویلاهای بسیار زیبا و جالبی بوده که پس از انقلاب به تدریج از رونق آن کاسته شد.
هم‌اکنون شهر چاف و چمخاله با داشتن پنج هتل و چندین اقامتگاه و مهمان‌پذیر می‌باشد که هر ساله پذیرای بسیار زیادی از مسافران می‌باشد. بهترین جاذبه‌های این شهر ساحل ماسه‌ای چاف و رودخانه بزرگ چمخاله می‌باشد.
ساحل چمخاله مکان بسیار مناسبی برای گذراندن اوقات فراغت و تفریح در میان افراد یک خانواده، محیط دوستانه و… می‌باشد که با زیبایی‌های منحصر به فرد خود همواره حال و هوایی اروپایی را به محیط بخشیده‌است. شما می‌توانید در این ساحل بسیار زیبا و دیدنی به قایق‌سواری و صید ماهی مشغول شوید تا بتوانید لذت حضور در این منطقه را چندین برابر کنید.

## مجتمع شهید امامی خانه کارگر
مجتمع شهید امامی خانه کارگر به دستور علیرضا محجوب، بدون استفاده از بودجه دولت و دیگر سازمان‌ها جهت ارائه خدمت به اعضای خانه کارگر ساخته شد.

## نگارخانه

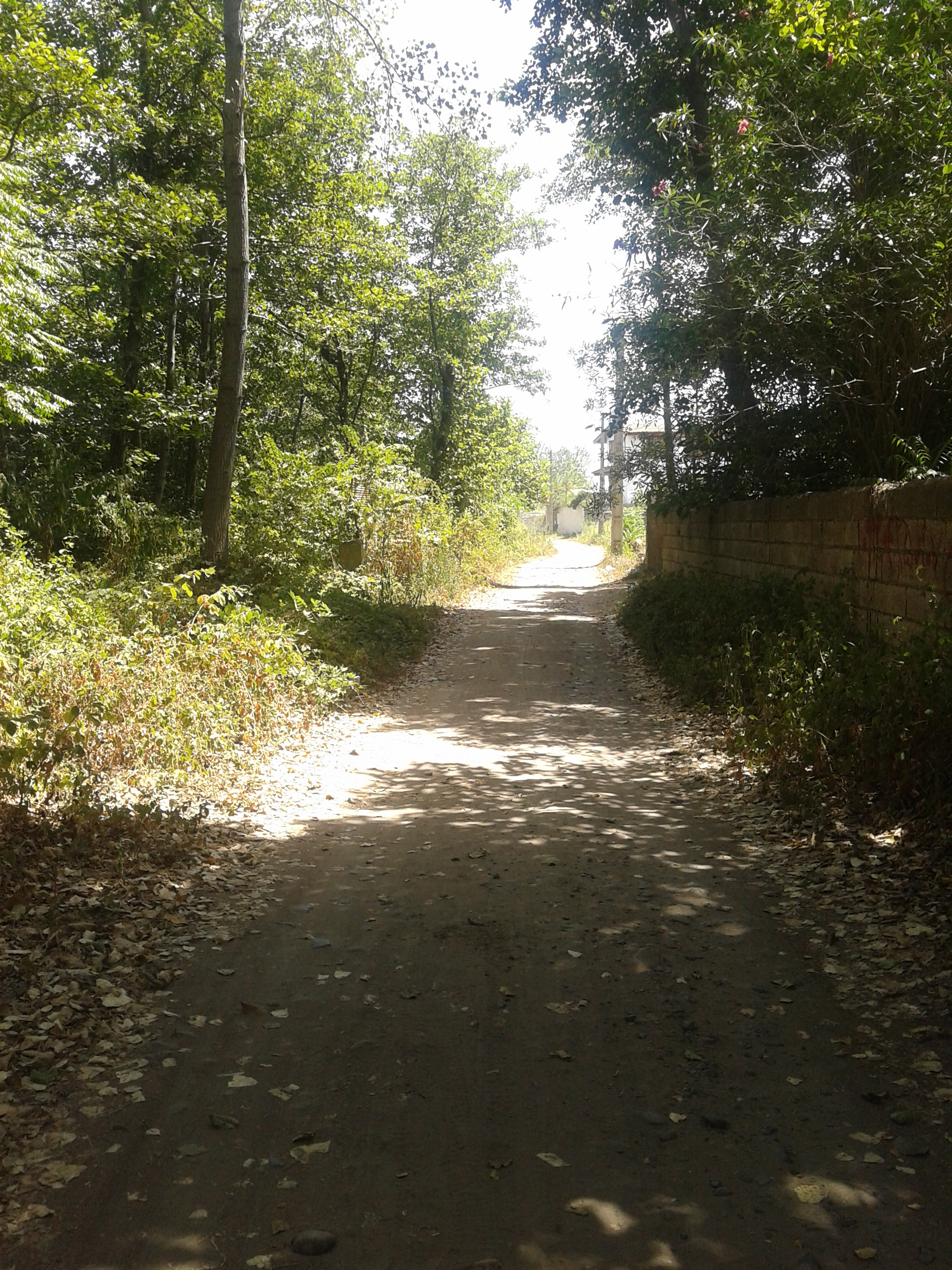
کوچه‌ای در چاف
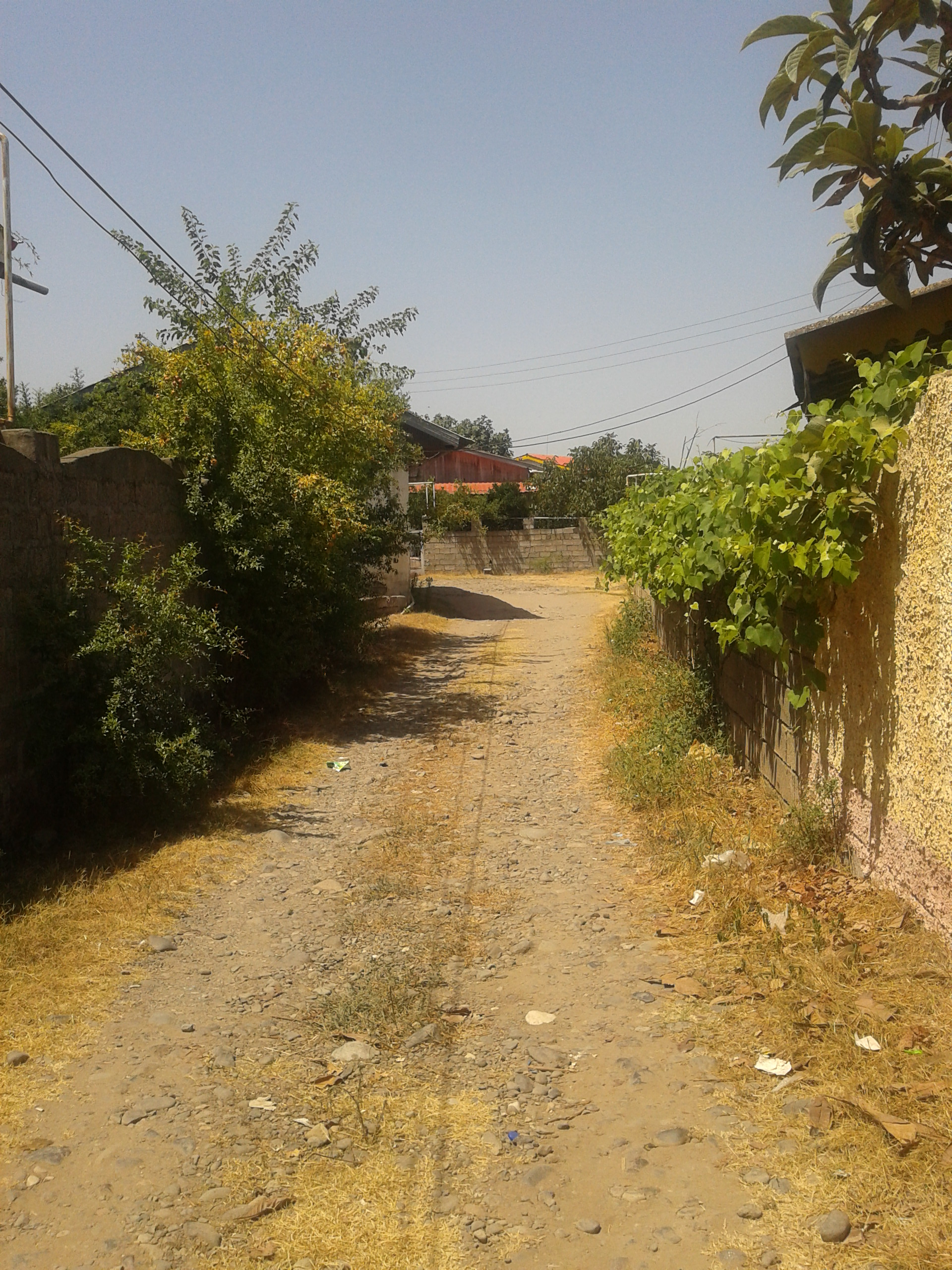
کوچه‌ای در چمخاله
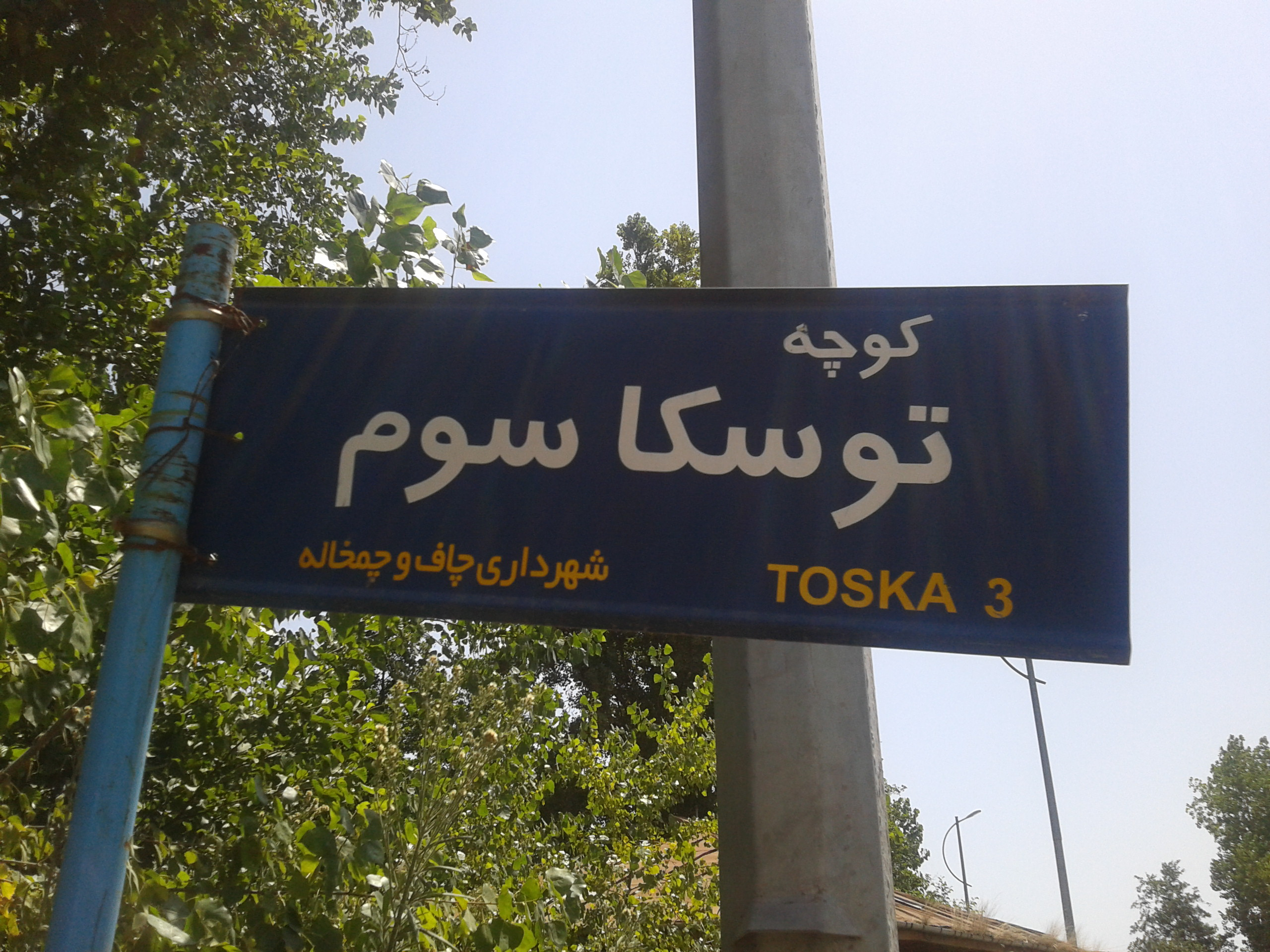
تابلو کوچه‌ای در چاف
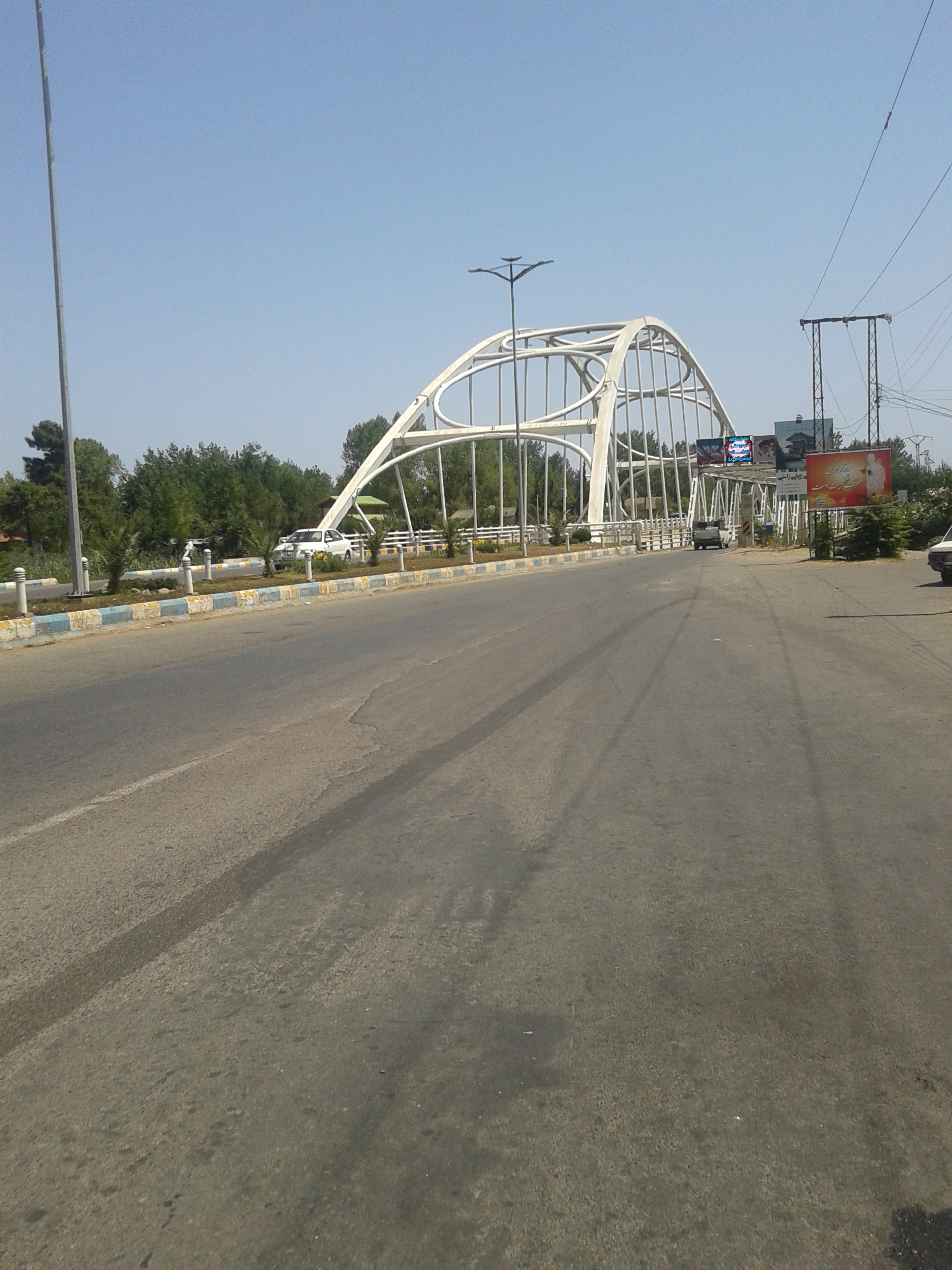
پل رود چمخاله
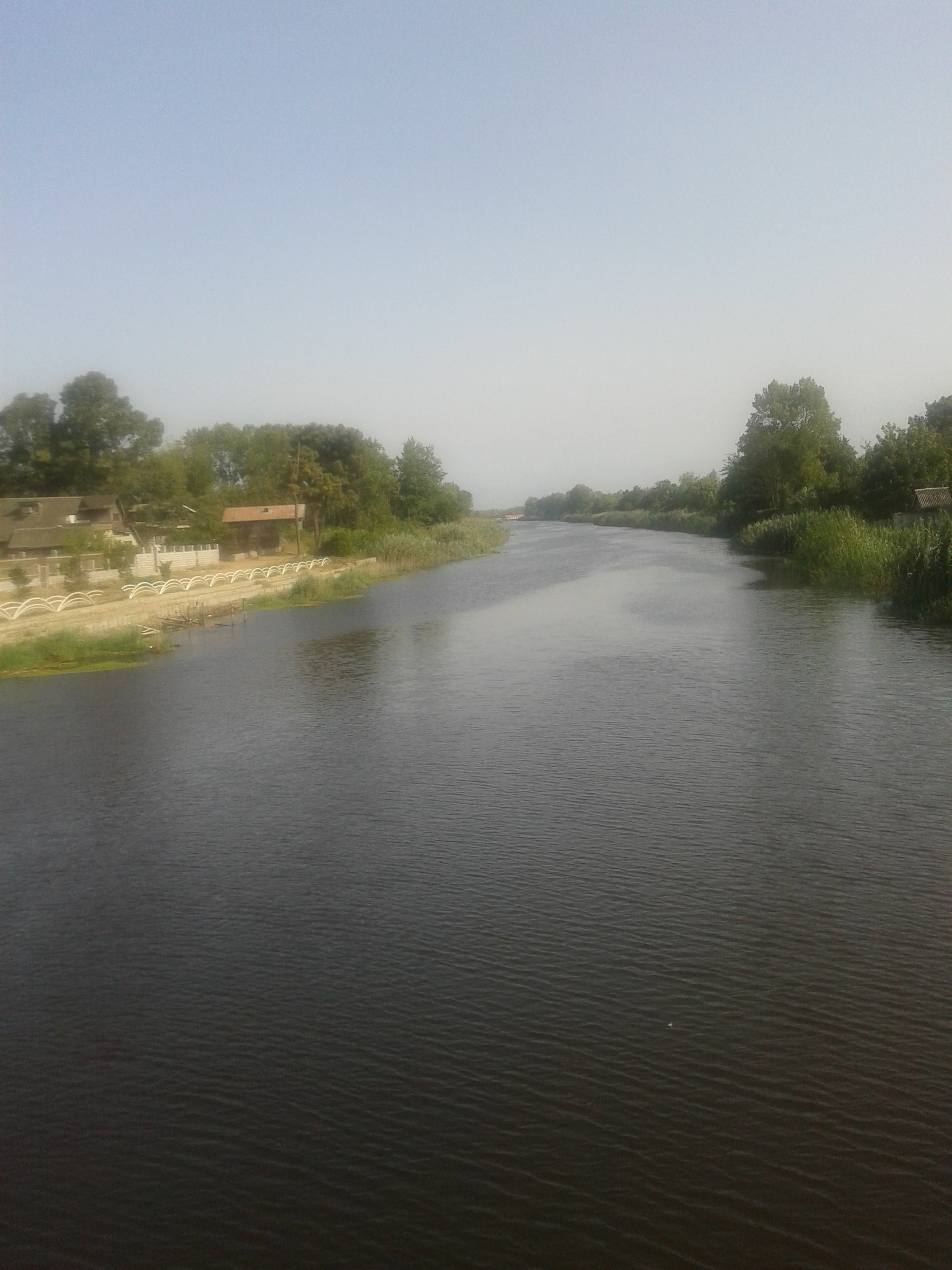
رود چمخاله
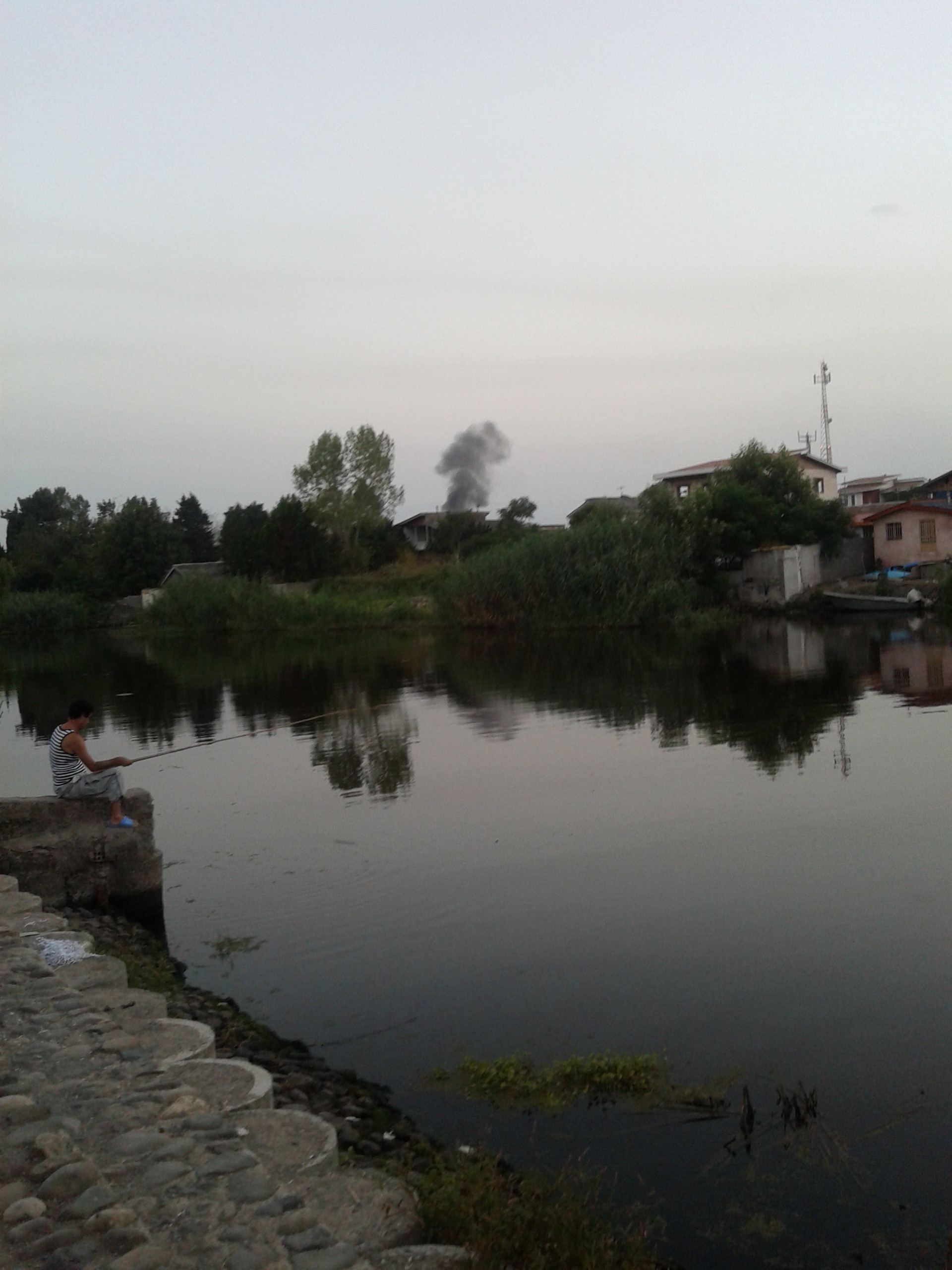
رود چمخاله